# Рахмановы (династия)
Рахма́новы — старообрядческий род купцов.

## Династия
Корни династии Рахмановых — из подмосковного села Слободищи. Оттуда был родом Леонтий, «из отпущенных (на волю) от супруги действительного камергера О. А. Жеребцовой крестьян Московской губернии Бр. уезда Гуслицкой волости сельца Слободищ», с 1797 года. У Леонтия Леонтьевича и Феодосии Георгиевны было три сына: Андрей (1747—1815), Григорий и Семён.

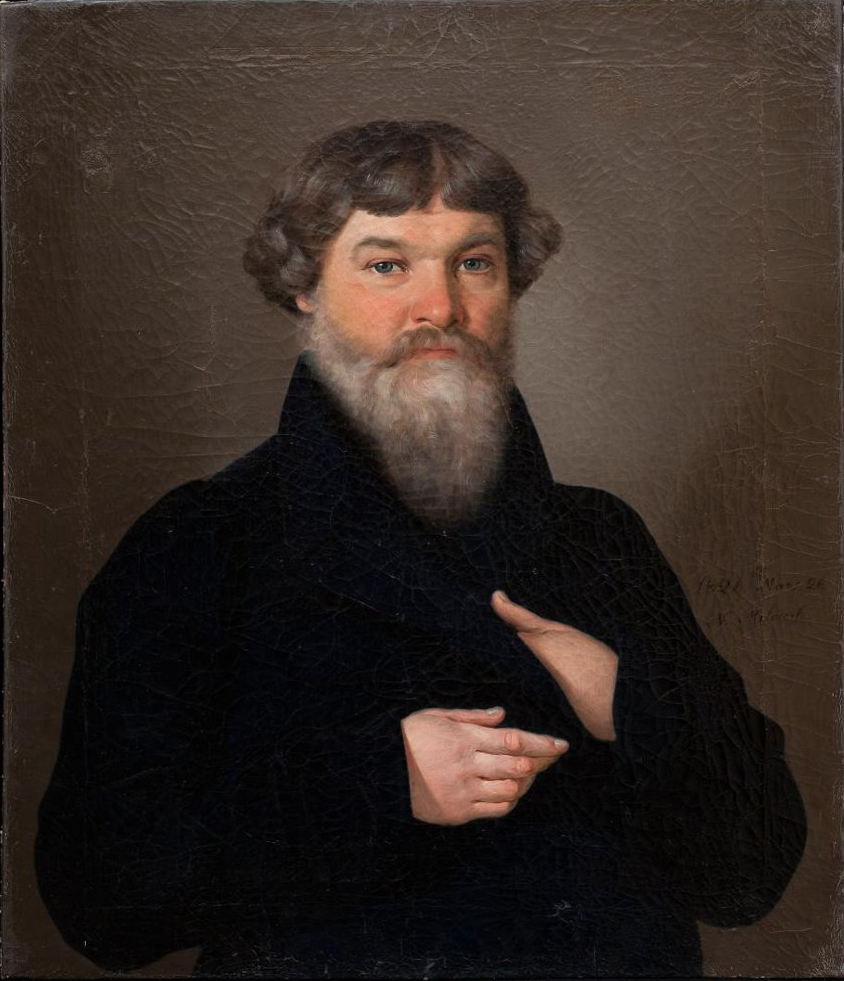
Портрет Фёдора Андреевича Рахманова работы Н. Д. Мыльникова

Андрей Леонтьевич, женатый на Федосье Егоровне (1755—1839), имел четверых детей: Фёдор (1776—1854), Дмитрий (1774—?), Терентий (1787—1852), Алексей (1792—1854). Братья Фёдор и Алексей занимались закупкой хлеба по Волге, в Тульской и Калужской губерниях, имели торговую фирму «Братья Ф. и А. Рахмановы»; к 1854 году их состояние превышало 1 млн рублей серебром. Оба были купцами 1-й гильдии, почётными гражданами.
Григорий Леонтьевич, женатый на Евфимии Ивановне, также имел четверых детей: Григорий, Иван, Евдокия и Василий (1782—1858). Василий Григорьевич и его двоюродный брат Фёдор Андреевич почитались «столпами» московского старообрядчества и участвовали в Рогожском соборе 1832 года, принявшем решение об устройстве архиерейской кафедры за границей (впоследствии — Белокриницкая иерархия).

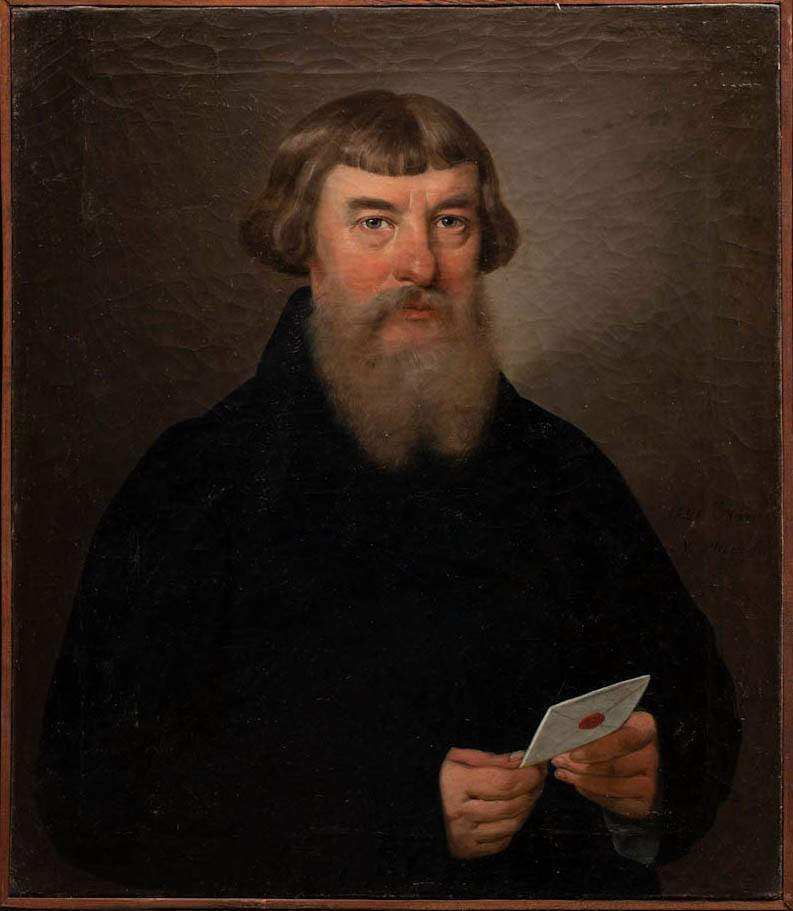
Портрет И.Г.Рахманова, 1826

Иван Григорьевич Рахманов (1777—1839) — до 1819 года числился московским купцом 3-й гильдии, а с 1819 — богородицким 2-й гильдии; занимался оптовой торговлей хлебом в Московской и Тульской губерниях. Был женат на Александре Карповне Шапошниковой (1787—1841); их дети: Семён (1808—1854), Егор (1809—?), Павел (1811—?), Ольга (1810—?), Елизавета (1814—?), Николай (1816—?), Фёдор (1820—1884), Иван (1822—1866), Карп (1824—1895); Николай и Карп Ивановичи был московскими купцами 1-й гильдии, имели звание почётного гражданина.
Семён Иванович Рахманов был сначала женат на Анне Семёновне Симоновой, а затем — на Серафиме Фёдоровне Карташевой (1818—1881), с которой у него было пятеро детей: Иван (1845—1866), Фёдор (1848—1914), Александра (1849—1870), Маргарита (1851—1867) и Елизавета (1852—?). Карп Иванович Рахманов был женат на Ксении Егоровне (1831—?); их дети: Александра (1851—1903), Эмилия (1869—1907), Георгий (1873—1931), Иван (?), Сергей (?), Агния (?), Лидия (?).
Василий Григорьевич, ардатовский купец, в 1823 году приобрёл в Москве усадьбу на «Воронцовом поле» — «дом Российского исторического общества». После его смерти в 1858 году домом владела его супруга Агафья Филипповна, которую рогожские староверы называли «адамант благочестия».
Фёдор Семёнович Рахманов (1848—1914) был потомственным почётным гражданином и крупным хлеботорговцем. Мать, Ольга Викторовна (урожд. Осипова), также происходила из старообрядческой купеческой семьи. Всего в семье было шестеро сыновей (в числе которых будущий скульптор Иван Фёдорович Рахманов) и шестеро дочерей. В 1898 году по заказу Фёдора Семёновича было начато строительство доходного дома на Покровке.